# Pentaphragma lambirense
Pentaphragma lambirense är en tvåhjärtbladig växtart som beskrevs av R. Kiew. Pentaphragma lambirense ingår i släktet Pentaphragma och familjen Pentaphragmataceae. Inga underarter finns listade i Catalogue of Life.